# Paul Schreiber (Meteorologe)
Carl Adolph Paul  Schreiber (* 26. August 1848 in Strehla; † 29. Dezember 1924 in Dresden) war ein deutscher Meteorologe und Erfinder.

## Leben
Er ist der Sohn des Bürgermeisters Schreiber aus Strehla an der Elbe und studierte an den Technischen Staatslehranstalten in Chemnitz, der Technischen Hochschule in Dresden und an der Universität Leipzig, wo er 1872 zum Dr. phil. promovierte. Danach war er zunächst als Lehrer für Physik an den Chemnitzer Lehranstalten tätig.
1884 wurde er zum Mitglied der Deutschen Akademie der Naturforscher Leopoldina gewählt.
1885 wurde ihm die Leitung des Königlichen Meteorologischen Instituts in Chemnitz übertragen, das er zuvor bereits drei Jahre nebenamtlich betreut hatte. 1905 wurde dieses Institut von Chemnitz nach Dresden verlegt, wo es 1907 den neuen Namen Königlich Sächsische Landeswetterwarte erhielt.
Schreiber stieg bis zum Oberregierungsrat empor und erhielt den Professorentitel verliehen.

## Wirken
Bereits 1882 führte Schreiber tägliche Wetterberichte ein, noch bevor dies später der Reichswetterdienst für das gesamte Deutsche Reich tat.
Die beiden bedeutsamsten Schöpfungen Schreibers sind die Wetterwarten auf dem 1214 m ü. NN hohen Fichtelberg, die dort 1916 trotz schwieriger Verhältnisse entstand, und die Wetterwarte Wahnsdorf  auf der 246 m ü. NN hohen Wahnsdorfer Kuppe in Wahnsdorf, heute Radebeul.
Schreiber hat mehrere meteorologische Registrierapparate erfunden, die in zahlreichen Wetterwarten eingeführt worden sind.